# Військове (Поліський район)
Військо́ве — колишнє село в Україні, на північному заході Київської області. Входило до складу Поліського району та підпорядковувалося колишній Шкнівській сільській раді (нині на території Поліської селищної громади Вишгородського району).
Займало площу 5 км², знаходилося на висоті 173 м над рівнем моря.
Засноване у 1920 році. Після Чорнобильської катастрофи село не було повністю відселене, однак у ньому спостерігався підвищений рівень радіаційного забруднення, і воно входило до зони гарантованого добровільного відселення.
Населення у 1980-х роках становило близько 120 осіб. У 1989 році 76 осіб. З 2001 року в селі не було жодного жителя. Зняте з обліку Київською обласною радою рішенням від 24 листопада 2009 року за відсутності населення.
Після адміністративно-територіальної реформи 2020 року територія колишнього села Військового включена до меж Поліської селищної громади Вишгородського району.
З лютого по квітень 2022 року село було окуповане російськими військами внаслідок вторгнення 2022 року.
У селі народився український письменник Кленц Володимир Броніславович (1948—2007)